# Передкарпатський прогин
Передкарпа́тський проги́н — геотектонічна структура, що простягається вздовж смуги зчленування гірської споруди Карпат із Східно-Європейською та Скіфською платформами і Мезійським масивом. Протяжність близько 1700 км (у межах України — 300 км), ширина від 5 до 75 км.

## Тектоніка
В тектонічному відношення Передкарпатський прогин є молодою альпійською областю опускання земної кори, яка розміщена між дислокованою Карпатською покривно-складчастою спорудою і Волино-Подільською плитою.

Внутрішнє районування Передкарпатського прогину:
- Внутрішня зона
  - Бориславсько-Покутська підзона
  - Самбірська підзона
- Зовнішня (Більче-Волицька) зона

## Стратиграфія
У будові Передкарпатського прогину беруть участь відклади палеозойського фундаменту молодої епігерцинської Волино-Подільської плити, мезозойські і кайнозойські відклади чохла і крейда-неогенові аллохтонні утворення Карпатської складчастої споруди.

### Кайнозойська ератема

#### Антропогенова система
Четвертинні відклади Передкарпатського прогину представлені різноманітними за літологічним складом континентальними утвореннями. Найпоширеніші алювіальні, алювіально-делювіальні та флювіогляціальні утворення, менше трапляються алювіально-озерні та пролювіальні. За віком уся товща четвертинних відкладів поділяється на чотири відділи:
- давній — (QI)
- середній — (QII)
- новий — (QIII)
- сучасний — (QIV)

Давній відділ (QI)

Відклади давнього відділу четвертинного віку представлені давнім алювієм, флювіогляціальними утвореннями міндельського зледеніння та лесовидними суглинками. Вивчаючи будову терас річок Стрвяжу, Вирви і Вігору, Генрих Тейссейре, дійшов висновку, що підошву льодовикових моренних відкладів утворюють давні карпатські галечники. Басейни цих річок неодноразово покривалися материковою кригою. Льодовик, який перший раз наступав з північного заходу, загородив стік карпатських річок на північ. Води цих річок несли тоді велику кількість флішового уламкового матеріалу, яким заповнювали власні долини. Оскільки цей процес тривав досить довго, то флішовим матеріалом річка Вігор заповнила свою долину, аж до рівня поверхні льодовика. Ці галечники перекриті міжморенною товщею лесовидних суглинків і змішаних галечників флювіогляціального походження міндельського зледеніння. Залягають вони безпосередньо на міоценових глинах воротищенської світи.

Середній відділ (QII)

Товща середнього відділу в межах Передкарпаття представлена льодовиковими відкладами ріського зледеніння, підморенними і надморенними флювіогляціальними утвореннями, пов'язаними з цим зледенінням, лесовидними суглинками і елювіально-делювіальними відкладами.

Новий відділ (QIII)

Гляціальні і флювіогляціальні відклади максимального зледеніння та території Передкарпаття мають суцільний покрив лесовидних суглинків.

Сучасний відділ (QIV)

До сучасного відділу належать піскувато-гальково-глинисті відклади заплав річкових долин, конуси виносу, болота (інколи з торфовищами), елювіально-делювіальні утворення на схилах гір, ярів і балок.

### Історія геологічного розвитку
Передкарпатський прогин почав формуватись на початку неогену у зв'язку з утворенням Карпат. Виповнений моласовими відкладами неогенового-антропогенового віку, нерідко соле-, нафто- й газоносними.